# Jablonné v Podještědí
Jablonné v Podještědí là một thị trấn thuộc huyện Liberec, vùng Liberecký, Cộng hòa Séc.